# Marie Davidsen
Marie Skurtveit Davidsen (n. 20 august 1993, în Bergen) este o handbalistă norvegiană care joacă pentru clubul CSM București și pentru  echipa națională a Norvegiei.
Marie Davidsen evoluează pe postul de portar.

## Biografie

### Echipe de club
La vârsta de 10 ani, Davidsen a început să joace handbal la Nordre Holsnøy, iar la 12 ani s-a transferat la Salhus Turn, unde a jucat timp de trei sezoane. A continuat apoi la Bjørnar Håndball și TIF Viking, iar în 2012 a semnat un contract cu echipa de primă divizie Tertnes HE.
În 2019, după șapte sezoane la Tertnes, s-a transferat în Germania, la Thüringer HC. În februarie 2021 s-a anunțat că Davidsen a semnat un contract cu echipa românească CSM București.

### Echipa națională
Marie Davidsen a fost inclusă în lotul lărgit al selecționatei Norvegiei în vederea Campionatului Mondial din 2019, dar în final nu a fost selectată printre cele 16 handbaliste care au făcut deplasarea în Japonia.

## Palmares
- Cupa României:
  - Câștigătoare: 2022